# Olimpia Boronat
Olimpia Boronat (ur. 1867 w Genui, zm. 1934 w Warszawie) – włoska śpiewaczka operowa, sopran.

## Życiorys
Ukończyła konserwatorium muzyczne w Mediolanie. Koncertowała we Włoszech, Hiszpanii, Portugalii i w Ameryce Południowej. Śpiewała m.in. na deskach mediolańskiej La Scali. W 1891 roku wyjechała do Petersburga. Tam w 1893 roku poślubiła polskiego hrabiego Adama Witolda Rzewuskiego. Od 1914 roku prowadziła własną szkołę śpiewu w Warszawie. W 1922 roku wycofała się ze sceny.
Do jej popisowych ról należały Rozyna w Cyruliku sewilskim, Elwira w Purytanach, Ofelia w Hamlecie, Violetta w Traviacie.